# Tadhg Manley
Timothy „Tadgh“ Manley (* 20. April 1893 im County Cork; † 24. August 1976 ebendort) war ein irischer Politiker der Fine Gael. Er war von 1954 bis 1961 Teachta Dála (Abgeordneter) im Dáil Éireann, dem irischen Unterhaus im Oireachtas.

## Leben
Manley trat erstmals bei den Wahlen 1951 im Wahlkreis Cork South an, wurde aber nicht in den Dáil gewählt. Erst bei den Wahlen 1954 wurde er gewählt und konnte seinen Sitz 1957 verteidigen. 1961 trat er nicht mehr an. Bei der Nachwahl für den verstorbenen John Galvin im Februar 1964 erreichte er nicht die erforderlichen Stimmen.